# Крайтон, Джон, 4-й граф Эрн
Джон Генри Крайтон, 4-й граф Эрн (англ. John Henry Crichton, 4th Earl Erne; 16 октября 1839 — 2 декабря 1914) — англо-ирландский пэр и консервативный политик. Он носил титул учтивости — виконт Крайтон с 1842 по 1885 год.

## Ранняя жизнь
Родился 16 октября 1839 года. Старший сын Джона Крайтона, 3-го графа Эрна (1802—1885), и Селины Гризельды Бересфорд (ок. 1804—1884), дочери преподобного Чарльза Кобба Бересфорда и Амелии Монтгомери. Он получил образование в Оксфордском университете.
Его бабушка и дедушка по отцовской линии были подполковник Достопочтенный Джон Крайтон (1772—1833), губернатор замка Херст, и Джейн Уэлдон (1766—1849), дочь Уолтера Уэлдона. Его отец унаследовал графство после смерти своего дяди, Авраама Крейтона, 2-го графа Эрна (члена парламента от Лиффорда с 1790 по 1797 год, который был объявлен сумасшедшим в 1798 году, а затем заключен в тюрьму в Брук-хаусе в Лондоне на следующие сорок лет).
Его бабушкой и дедушкой по материнской линии были бывшая Амелия Монтгомери (дочь сэра Уильяма Монтгомери, 1-го баронета Мэгби-Хилл) и преподобный Чарльз Кобб Бересфорд, ректор Термонмагирка.

## Карьера
Он был назначен верховным шерифом графства Донегол в 1867 году. Джон Крайтон заседал в Палате общин Великобритании от Эннискиллена (1868—1880) и графства Фермана (1880—1885). В 1876—1880 годах он служил лордом Казначейство при консервативном правительстве премьер-министра Бенджамина Дизраэли.
3 октября 1885 года после смерти своего отца Джон Генри Брайтон унаследовал титулы 4-го графа Эрна из замка Кром, 4-го виконта Эрна из замка Кром (графство Фермана), 5-го барона Эрна из замка Кром (графство Фермана) и 2-го барона Фермана из Лиснаски (графство Фермана), став членом Палаты лордов Великобритании. С 1885 по 1914 год — лорд-лейтенант графства Фермана и хранитель рукописей графства Фермана.
Кавалер Ордена Святого Патрика с 1889 года и член Тайного совета Ирландии с 1902 года .

## Личная жизнь
28 декабря 1870 года лорд Эрн женился на леди Флоренс Мэри Коул (5 августа 1849 — 23 марта 1924), дочери Уильяма Уиллоуби Коула, 3-го графа Эннискиллена (1807—1886), и Джейн Касамайджор (дочери Джеймса Касамайора). У супругов было шестеро детей:
- Достопочтенный Генри Уильям Крайтон (30 сентября 1872 — 31 октября 1914), титулованный виконтом Крайтоном, который женился на леди Мэри Кавендиш Гровенор, дочери Хью Гровенора, 1-го герцога Вестминстерского, и достопочтенной Кэтрин Кавендиш (третья дочь 2-го барона Чешама). После его смерти в 1914 году леди Мэри вышла замуж за полковника Достопочтенного Элджернона Фрэнсиса Стэнли (сын Фредерика Стэнли, 16-го графа Дерби)[3].
- Достопочтенный Сэр Джордж Артур Чарльз Крайтон[англ.] (6 сентября 1874 — 5 марта 1952), который в 1913 году женился на леди Мэри Августе Доусон, дочери Веси Доусона, 2-го графа Дартри[англ.], и Джулии Уомбвелл (старшая дочь сэра Джорджа Уомбуэлла, 4-го баронета[англ.]). Он занимал должность контролера канцелярии лорда-камергера, дополнительный конюший короля Георга V, Эдуарда VIII и Георга VI, а также регистратор и секретарь Центральной канцелярии рыцарских орденов[3].
- Достопочтенный Артур Оуэн Крайтон (15 августа 1876 — 11 июля 1970), в 1906 году женившийся на Кэтрин Хелен Элизабет Трефузис, третьей дочери полковника достопочтенного Уолтера Родольфа Трефузиса (сын Чарльза Трефузиса, 19-го барона Клинтона[англ.]) и леди Мэри Монтегю-Дуглас-Скотт (дочь Уолтера Монтегю-Дуглас-Скотта, 5-го герцога Баклю)[3]
- Достопочтенный Джеймс Арчибальд Крайтон (8 декабря 1877 — 3 августа 1956)[3]
- Леди Эвелин Селина Луиза Крайтон (21 июля 1879 — 4 мая 1955), вышедшая замуж за достопочтенного Джеральда Эрнеста Фрэнсиса Уорд[англ.] (1877—1914), шестого сына 1-го графа Дадли[3].
- Леди Мейбл Флоренс Мэри Крайтон (31 декабря 1882 — 15 августа 1944), вышедшая замуж за лорда Хью Уильяма Гровенора[англ.] (1884—1914), шестого сына 1-го герцога Вестминстерского. После того, как лорд Хью был убит во время Первой мировой войны, в 1920 году она снова вышла замуж за майора Роберта Гамильтона Стаббера, сына Роберта Гамильтона Стаббера[3].

30 октября 1914 года зятья лорда Эрна, Джеральд Уорд и лорд Хью Гровенор, были убиты в бою, служа в составе 1-го полка лейб-гвардии во время Первой битвы при Ипре при Зандворде. На следующий день, 31 октября 1914 года, его старший сын Генри, майор (бревет-подполковник) Королевской конной гвардии, также был убит в бою в возрасте 42 лет во время Первой мировой войны и был похоронен в британском кладбище Зантворде во Фландрии . Всего месяц спустя, сам лорд Эрн умер 2 декабря 1914 года в возрасте 75 лет, и его титулы унаследовал его семилетний внук Джон Крайтон, его старший сын умер раньше него.